# Romagne (Vienne)
Romagne é uma comuna francesa na região administrativa da Nova Aquitânia, no departamento de Vienne. Estende-se por uma área de 40,84 km². Em 2010 a comuna tinha 989 habitantes (densidade: 24,2 hab./km²).